# YG Entertainment
A YG Entertainment (hangul: YG 엔터테인먼트) dél-koreai szórakoztatóipari vállalat. 1996-ban alapította a Seo Taiji & Boys együttes egyik tagja, Jang Hjonszok (Yang Hyeon-seok). A cég a dél-koreai szórakoztatóipar „nagy hármakként” ismertté vált három leghíresebb vállalatának egyike, a piaci részesedés tekintetében sokáig a második helyen állt az S.M. Entertainment mögött. A vállalat tehetségkutatással foglalkozik, de egyben az előadók menedzselését is végzi, valamint lemezkiadóként is funkcionál. 2025-ig színészek menedzselésével is foglalkozott. Gyakran hivatkoznak rá YG Family vagy YG néven.
A hiphopkiadóként indult vállalat egykor olyan előadókkal vált híressé, mint a Jinusean és a 1TYM, a 2000-es évek második felétől pedig a K-pop olyan nemzetközileg is ismert előadóinak menedzsmentje és kiadója, mint a Blackpink, a Babymonster, a Big Bang, a 2NE1 vagy PSY. Bevételforrás tekintetében a Blackpink a kiadó legsikeresebb előadója.
A cég 2011. november 23. óta tőzsdén jegyzett vállalat, évente folyamatosan emelkedő részvényárakkal, melynek oka az előadói sikeressége. Nagy részben járult hozzá a cég tőzsdei sikereihez PSY 2012-es slágere, a Gangnam Style.
2014 októberében a YG Entertainment piaci kapitalizáció tekintetében a legsikeresebb dél-koreai szórakoztatóipari vállalat lett. 2019-re kiszorult a „nagy hármak” közül, jórészt a művészei által okozott botrányok miatt.

## Története

### A kezdetek
Jang Hjonszok (Yang Hyeon-seok) az 1990-es évek elején a Seo Taiji & Boys együttesben volt táncos. A Seo Taiji & Boys a K-pop egyik legendás együttese volt, 1996-ban oszlott fel. Ekkor Jang (Yang) létrehozta a Hyun Entertainmentet, 50 millió von (won) befektetéssel és kiadta a Keep Six együttes első albumát. Egy évvel később MF Entertainment néven a cég leszerződtette második előadóját, a Jinusean hiphop duót. 1998-ban a cég neve YangGoon Entertainment lett, a „goon” (kun (gun), 군) a fiatal férfiak tiszteletteljes megszólítása. Ez a cég lett az alapja a YG Entertainmentnek, mely nevet 2001-ben vette fel a cég. A cég ekkor már a Jinusean mellett a 1TYM együttest és a szólóénekes Perryt is menedzselte, 1999-ben pedig kiadta az első YG Family-albumot, melyen az előadói működtek közre.

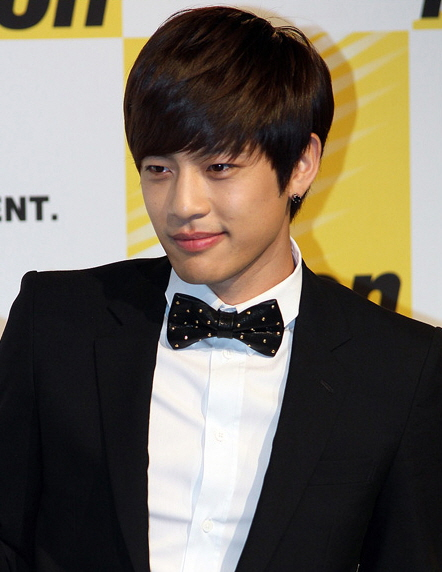
Se7en

A YG Entertainment a hiphop és az R&B műfajok kiadójává lépett elő Dél-Koreában, olyan előadókkal, mint a Swi.t, a Big Mama, Masta Wu, Gummy, Lexy vagy Wheesung. Utóbbi a kiadó egyik legsikeresebb előadója lett, 2003 egyik legtöbbet eladott lemezével. Ugyanebben az évben debütált az YG első idolénekese, Se7en, aki első albumával elnyerte a Legjobb újonc díját az SBS music Awardson, majd az MBC beválasztotta az év tíz legjobb előadója közé. Második albuma, a Must Listen is toplistás sikereket könyvelhetett el, a K-pop-ipar szakértői Se7ent kezdték el az akkor már szupersztárként elkönyvelt Rain egyedüli riválisaként emlegetni.

### A kiadó felemelkedése

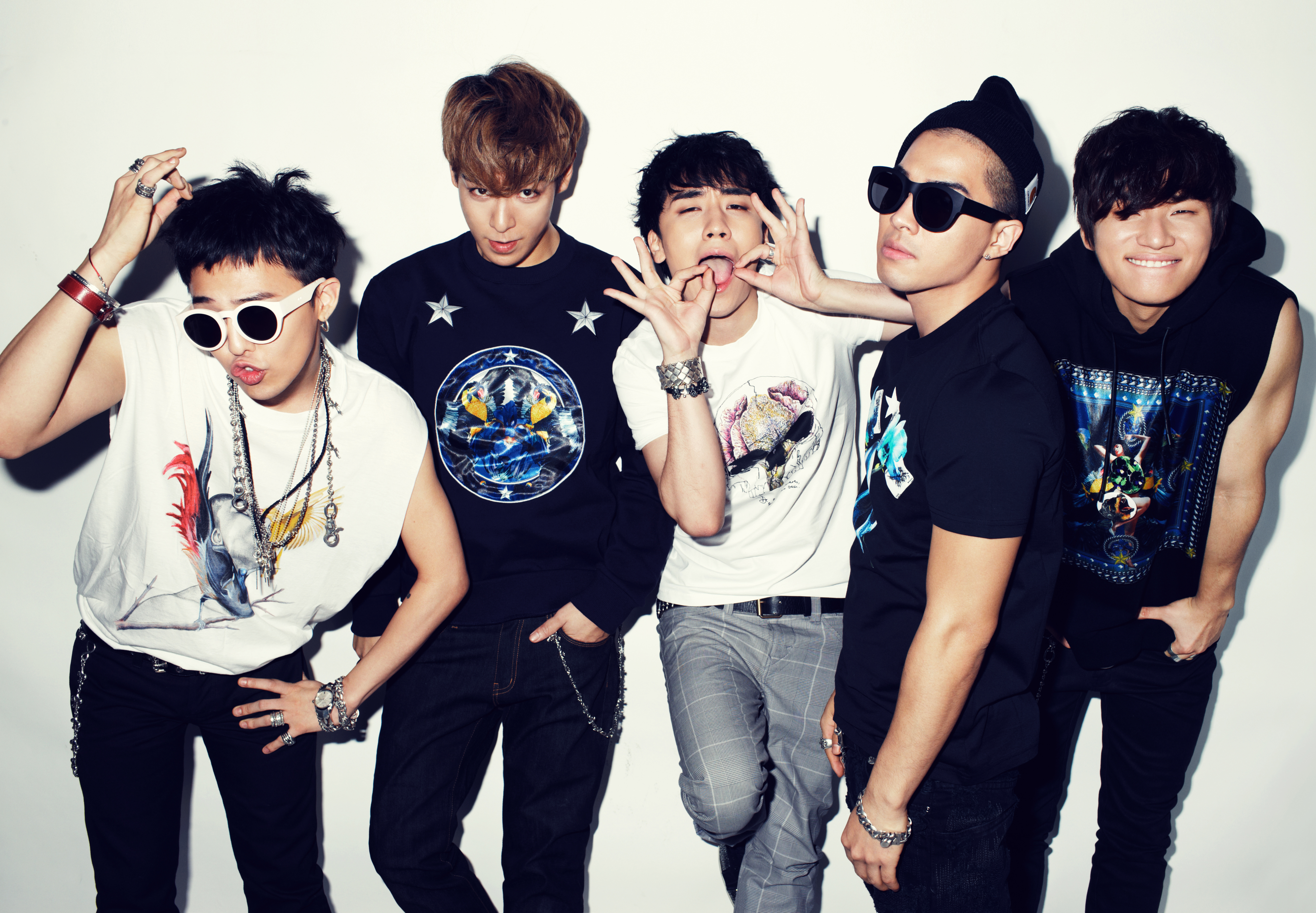
Big Bang

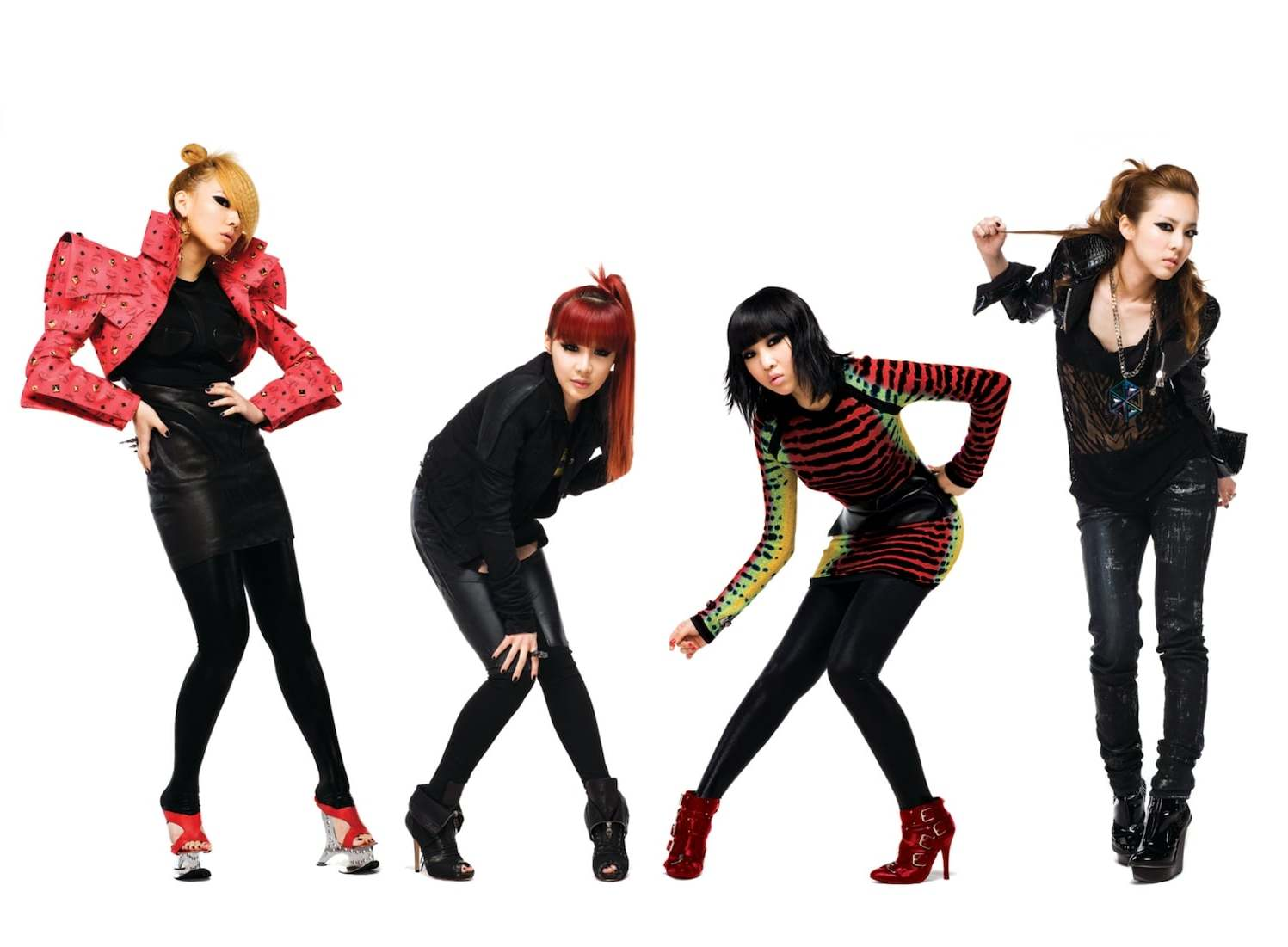
2NE1

A hiphop- és R&B vonalon mozgó YG Entertainment mainstream sikerét mégsem ezen műfajbeli előadóknak köszönheti, hanem egy idolegyüttesnek, a Big Bangnek, Jang (Yang) saját szavaival: „Úgy vélem a Big Bang tette a YG-t azzá, ami.” A Big Bang létrehozásakor Jang (Yang) arra törekedett, hogy egy nem hagyományos idolegyüttest hozzon létre, akikre általában az a jellemző, hogy az együttes egy-két tehetségesebb tagját teszik reflektorfénybe, hanem úgy vélekedett, a tagok egyéni tehetségeire is fókuszálni kell. Az együttes összeállításáról és a tagválogatás folyamatáról dokumentumfilm készült. A Big Bang 2007-ben a Lie (거짓말, kodzsimmal (geotjimal); „hazugság”) című dallal lett igazán népszerű, amelyet az együttes vezetője, G-Dragon komponált. G-Dragon és az együttes fő énekese, Taeyang 13 éves koruk óta állnak szerződésben a kiadóval. Bevételforrás tekintetében a Big Bang a kiadó legsikeresebb előadója.
2009-ben a Big Banget újabb idolegyüttes követte a YG-nál, a 2NE1 lányegyüttes, akiknek imidzse különbözött az általában szokásos szexi vagy éppen kislányos lányegyüttesekétől, mert az elektropop mellett erőteljes rap-hiphop hatás érződött a megjelenésükön és a dalaikon is. Az együttes hamar népszerű lett, amerikai producerek, például Will.i.am (The Black Eyed Peas) figyelmét is felkeltette.
2011-ben a vállalatot bejegyezték a KOSDAQ tőzsdén, az S.M. Entertainment és a JYP Entertainment után a harmadik ilyen dél-koreai szórakoztatóipari vállalat lett.

### Terjeszkedés

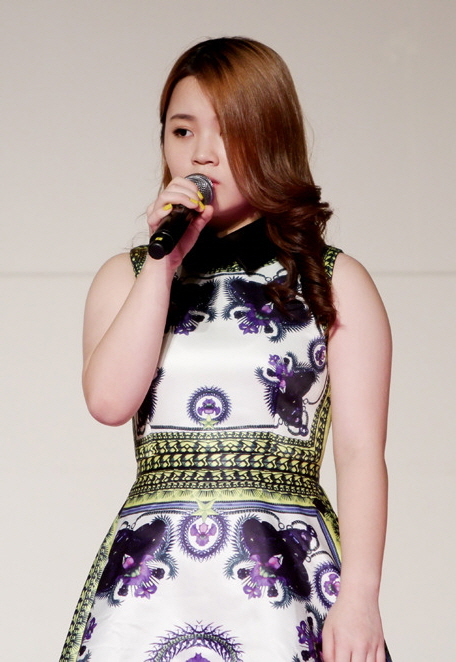
I Hai (Lee Hai)

2012-ben a YG Entertainment részvényeinek értéke 40 000 vonról a duplájára nőtt, amikor PSY Gangnam Style című dala világsiker lett. Ugyanebben az évben a cég stratégiai szerződést kötött a Cheil Industries nagyvállalattal saját divatmárka létrehozására; a bejelentés 5,1%-kal növelte meg a YG-részvények értékét. A NONA9ON márkát végül 2014 októberében vitte piacra a két cég által alapított közös vállalat, a Natural Nine.
Ugyancsak 2012-ben a YG leszerződtette a koreai hiphop egyik legnevesebb együttesét, az Epik High-t, melynek egyik tagja, Tablo már korábban leszerződött a kiadóval szólóelőadóként. A Big Bang Bigbang Alive Tour című világ körüli turnéjának 45 koncertjére összesen 759 000 jegyet adtak el, a legtöbbet Japánban. Az együttes lett az első ázsiai előadó, akinek saját eBay-üzlete nyílt, a nyitónapon mintegy 70 000 amerikai dollár értékben értékesítettek termékeket, amivel az üzlet rekordot döntött a koreai eBayen.

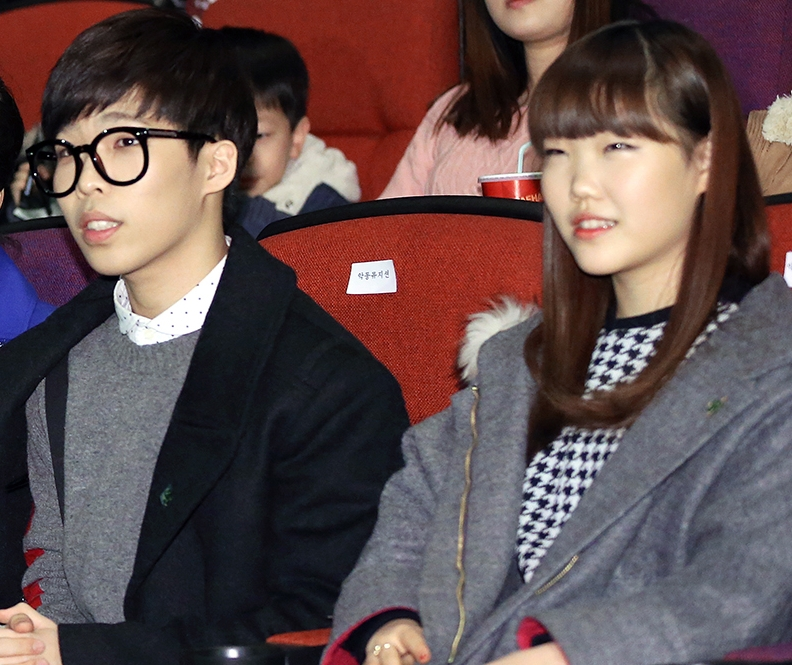
Akdong Musician

2013-ban két új előadó csatlakozott a YG-hoz, a fiatal I Hai (Lee Hai), akit televíziós tehetségkutató műsorban fedeztek fel, és a szintén vetélkedő-felfedezett Akdong Musician. A 2013-as év rendkívül sikeres volt a YG számára, Psy Gentleman című dala négy nap alatt érte el a 100 millió megtekintést YouTube-on, az év végére pedig a legtöbbet megtekintett videó volt a szolgáltatónál. G-Dragon volt az év legsikeresebb előadója a YG-nél hazai téren, Coup D'Etat című albumából több mint 300 000 darabot rendeltek előre Dél-Koreában. A megjelenéskor a lemez a Kaon albumlistájának első helyén debütált és a szeptember havi listát is vezette 198 489 eladott példánnyal. Az énekes sikeres szóló világ körüli turnét zárt és számos slágerlistát vezetett.
2014-ben az LVMH (LVMH Moët Hennessy • Louis Vuitton S.A., a Louis Vuitton luxusmárka vállalata) bejelentette, hogy 80 millió amerikai dollárt fektet a YG Entertainmentbe, mellyel a második legtöbb részvénnyel rendelkező tulajdonossá válik a cégben, Jang Hjonszok (Yang Hyeon-seok) után. A bejelentés hatására a YG-részvények ára 39%-ot emelkedett. Ebben az évben a kiadó két új fiúegyüttest debütáltatott, a Winnert, akik első albumukkal azonnal slágerlista-vezetők lettek, és a Uniq együttest; utóbbit a kínai Yuehua Entertainmenttel közösen. Az együttesnek két koreai és három kínai nemzetiségű tagja van. A YG harmadik új fiúegyüttese, az iKON 2015 szeptemberében debütált.
A vállalat kiterjesztette a színészmenedzsment-portfólióját is, felvásárolva a T Entertainmentet, és ezzel olyan színészek menedzsmentjévé vált, mint Csha Szungvon (Cha Seung-won), Im Jedzsin (Im Ye-jin) vagy Csang Hjonszong (Jang Hyun-sung).
2014 októberében a YG Entertainment piaci kapitalizáció tekintetében a legsikeresebb dél-koreai szórakoztatóipari vállalat lett, megelőzve az S.M. Entertainmentet.
A Korea JoongAng Daily szerint a kiadó sikerének titka Jang (Yang) „kekszfilozófiájában” rejlik, mely szerint a YG nem a kerek, tökéletes kekszet keresi, hanem a kicsit deformált, kicsit törött kekszet: „A tökéletlen keksz számomra sokkal különlegesebb. Ahelyett, hogy meg akarnék szabadulni [az előadó] gyenge pontjaitól, inkább arra törekszem, hogy maximalizáljam az erősségeit.”

### 2016–: új előadók, botrányok

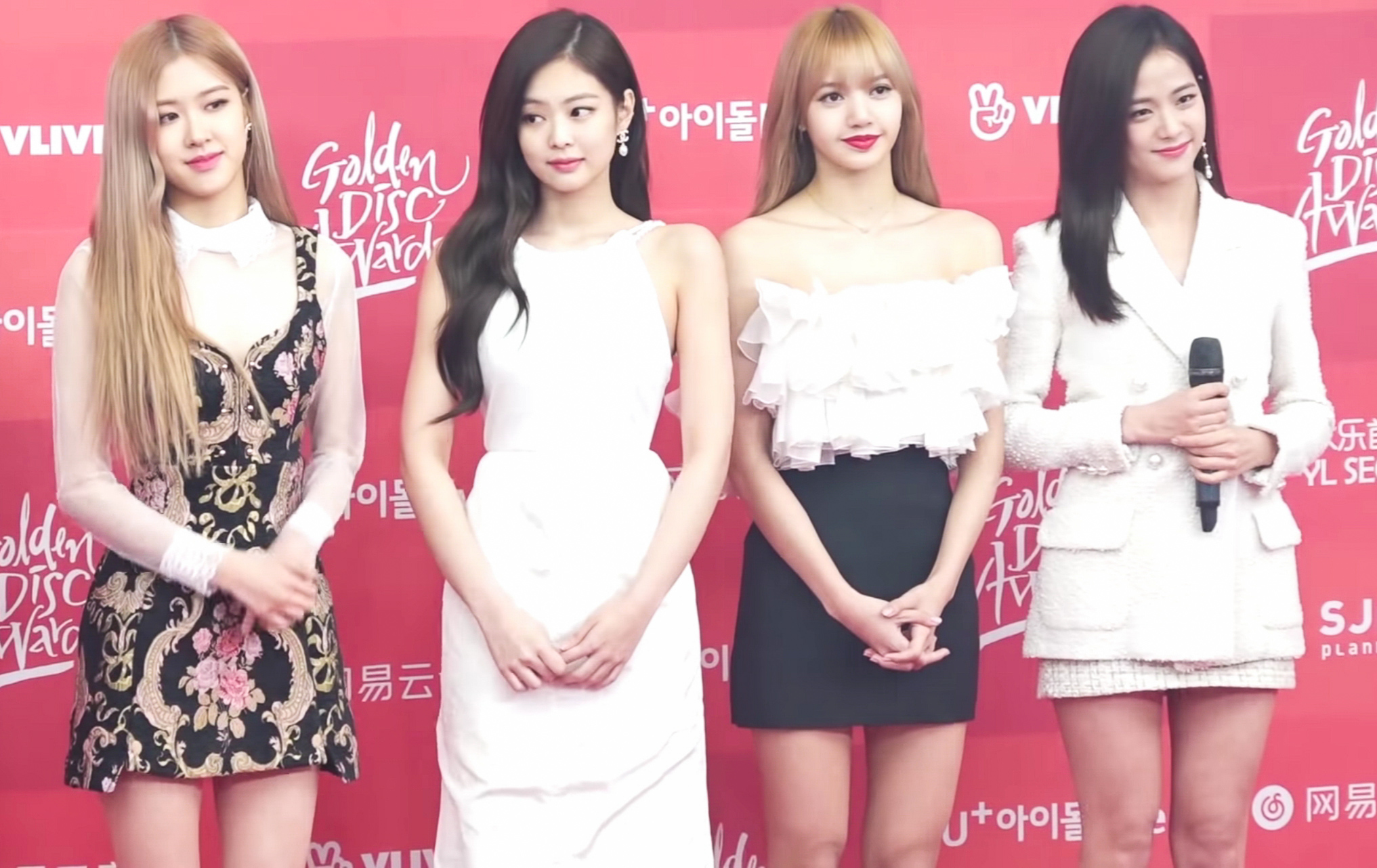
Blackpink

16 évvel a feloszlásukat követően a Sechs Kies 2016-ban leszerződött a YG Entertainmenttel és újraindította a karrierjét. Ugyanekkor a kínai Tencent és a Weiying Technology 85 millió amerikai dollár értékben fektetett be a vállalatba. Három új színészt is leszerződtettek, Lee Jong-seok (I Dzsongszok, ), Kang Dongvon (Kang Dong-won) és Kim Hidzsong (Kim Hui-jeong) személyében.
2016-ban új lányegyüttes debütált a vállalatnál, a Blackpink, majd 2017-ben a rapper One is csatlakozott az új előadókhoz. Mix Nine címmel a YG létrehozott egy tehetségkutató versenyt is, melyen több vállalat gyakornokai mérkőztek meg. A győztes csapat együttesként debütált volna, azonban a műsor bukás volt, és a projektet berekesztették. Az anyagi veszteség miatt a YG harmadik helyre csúszott vissza a legsikeresebb ügynökségek listáján.
2018-ban Psy saját ügynökséget alapított és otthagyta a YG Entertainmentet.
2019-ben a kiadó történetének legnagyobb botrányait élte meg, a Burning Sun-botrány, melyben a Big Bang együttes tagját, Seungrit is megvádolták, alapjaiban rázta meg a K-pop-ipart, és a koreai társadalmat. Ezt követően Jang Hjonszok (Yang Hyeon-seok)ot korrupciós vádakkal is illették, aminek következtében ő is és a céget vezető fivére is lemondott minden pozíciójáról. Az iKon együttes rapperének, B.I-nak kábítószerrel kapcsolatos botránya is tovább rontott az ügynökség hírnevén.
A 2010-es évek végére így a „nagy hármak” sorrendje teljesen felborult, a BTS együttes globális sikerének köszönhetően a Big Hit Entertainment bevétel és profit szempontjából is nagyot lépett előre, amivel mindhárom nagy kiadót megelőzte és a botrányoktól sújtott YG Entertainmentet teljesen ki is szorította a „három nagyból”.
2020 márciusában a vállalat megerősítette, hogy a Big Bang tagjai (Seungri kivételével, aki a botrányt követően kilépett) katonai szolgálatuk leteltével meghosszabbították szerződésüket a YG Entertainmenttel.
2025 januárjában bejelentették, hogy a cég felhagy színészek menedzselésével és kizárólag a zenei üzletre fog koncentrálni.

## Leányvállalatai és társulásai

### YGEX
A YG Entertainment először 2005-ben próbálkozott meg külföldi piacra betörni, Se7en jelentetett meg lemezt japán nyelven. 2008-ban a Big Bang írt alá megállapodást a Universal Music Japannel.
2011-ben a YG a japán Avex-szel közösen létrehozta a YGEX kiadót, mely a YG-művészek japán megjelenéseiért felelős. A YGEX intézi az előadók japán turnépromócióját is.

### KMP Holdings és KT Music
2010-ben a YG Entertainment, a JYP Entertainment, az S.M. Entertainment, a Star Empire, a Medialine, a Ken Entertainment és a Music Factory létrehozták a Korea Music Power Holdings (KMP Holdings) vállalatot, melynek feladata a lemezkiadással kapcsolatos szolgáltatások, például disztribúció, digitális disztribúció, online streaming, televízióműsor-gyártás, stb. biztosítása lett. 2011-ben a KMP Holdings és a KT Music létrehozta Dél-Korea első felhő alapú zenei szolgáltatását, a Genie-t. 2012-ben a KT Music felvásárolta a KMP Holdingst. 2014-ben a KMP Holdingst alapító kiadók 13,48%-os részesedést szereztek a KT Musicban.

### United Asia Management

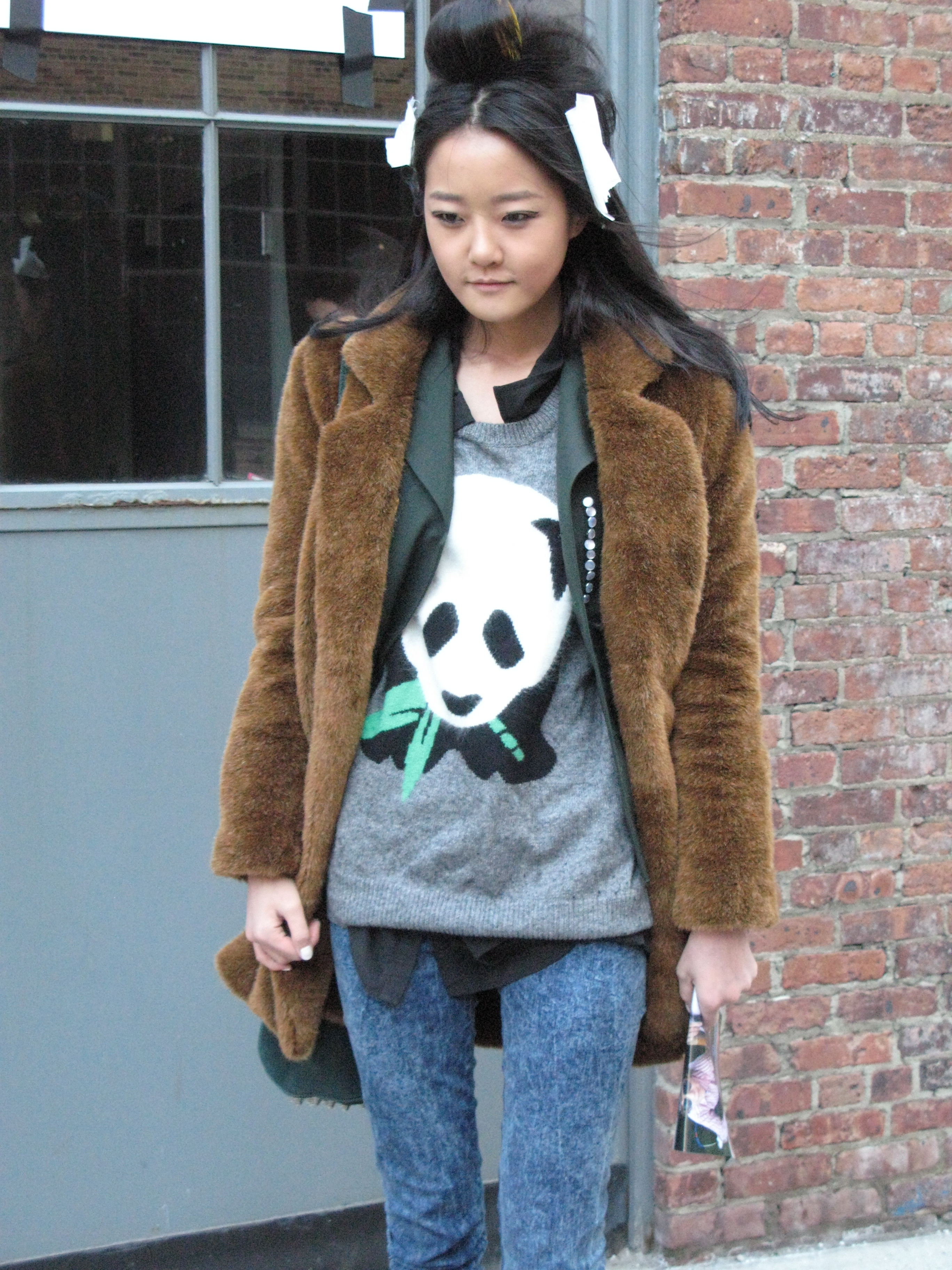
Kang Szunghjon (Kang Seung-hyun) topmodellt a YG KPLUS modellügynökség menedzseli

A YG, az S.M. és a JYP Entertainment három másik ügynökség-kiadóval (Star J Entertainment, AM Entertainment, Key East) közösen hozták létre az egyesített United Asia Management (UAM) ügynökséget. Az egyesülés célja a K-pop nemzetközi terjesztésének elősegítése mellett a hatékonyabb tehetséggondozó-rendszer kialakítása és az előadók szervezettebb menedzselése volt. A UAM válogatói nemzetköziek, nem korlátozódnak koreai nemzetiségű tehetségekre. A „megaügynökség” zenészeken, színészeken és rendezőkön kívül a szórakoztatóipar egyéb résztvevőivel is foglalkozik (például stylistok, fodrászok, sminkmesterek). Az egyesülést kritika is érte, mivel így többek szerint nagyobb nyomás nehezedik a műsorszolgáltatókra, illetve az egyesített nemzetközi stratégiának köszönhetően például a szervezetlen kínai szórakoztatóipar képtelen reagálni a koreai szórakoztatóipar termékdömpingjére.

### Natural Nine
A Natural Nine a YG Entertainment és a Samsung egyik leányvállalata, a Cheil Industries közös vállalkozása, mely divatmárkát hozott létre NONA9ON néven. A márka stílusa a fiatalos utcai, illetve hiphopstílus. A NONA9ON népszerűsítésében a YG művészei is részt vesznek, például Taeyang és CL.

### K-Plus
2014-ben a YG Entertainment stratégiai megállapodást írt alá a K-Plus modellügynökséggel, mely YG KPLUS néven működik tovább. 2014 szeptemberében Kang Szunghjon (Kang Seung-hyun) topmodell leszerződött az ügynökséghez.

## Társadalmi szerepvállalása

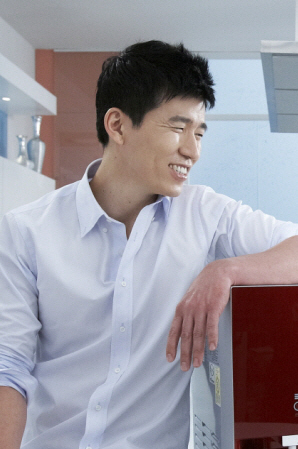
Sean, a Jinusean duó egyik tagja 2014-ben a YG Entertainment belső igazgatója lett

A YG Entertainment 2009-ben létrehozta a WITH-kampányt, melynek keretében a kiadó bevételének bizonyos részét (minden eladott album árából 100 vont, az ajándéktárgyak bevételeinek 1%-át, valamint minden eladott koncertjegy után 1000 vont) jótékonysági célokra fordítják. 2009-ben 141 000 amerikai dollárnak megfelelő vont, 2010-ben pedig 160 000 dollárnak megfelelő vont adományoztak a rászorulóknak. A vállalat 2011-ben a tóhokui földrengés és cunami áldozatainak megsegítésére mintegy 500 000 dollárt adományozott.
2014-ben Jang Hjonszok (Yang Hyeon-seok) YG Foundation néven alapítványt hozott létre, melynek célja az alacsony életszínvonalú vagy csonka családban élő gyerekek oktatásának, rehabilitációjának és egészségügyi ellátásának támogatása. Az alapítvány igazgatótanácsába a YG korábbi művésze, Sean (a Jinusean hiphopduóból) is bekerült; Sean közismert Dél-Koreában szerteágazó jótékonysági tevékenységéről. Jang (Yang) 980 000 dollárnak megfelelő vont adományozott saját vagyonából az alapítványnak. Jang (Yang) korábban már adományozott hasonlóan magas összeget gyerekek megsegítésére.

## Művészei

### Együttesek, duók
- Sechs Kies
- Big Bang
- Winner
- iKon
- Blackpink
- Treasure
- GD & TOP
- AKMU
- GD X Taeyang
- Babymonster

### Producerek

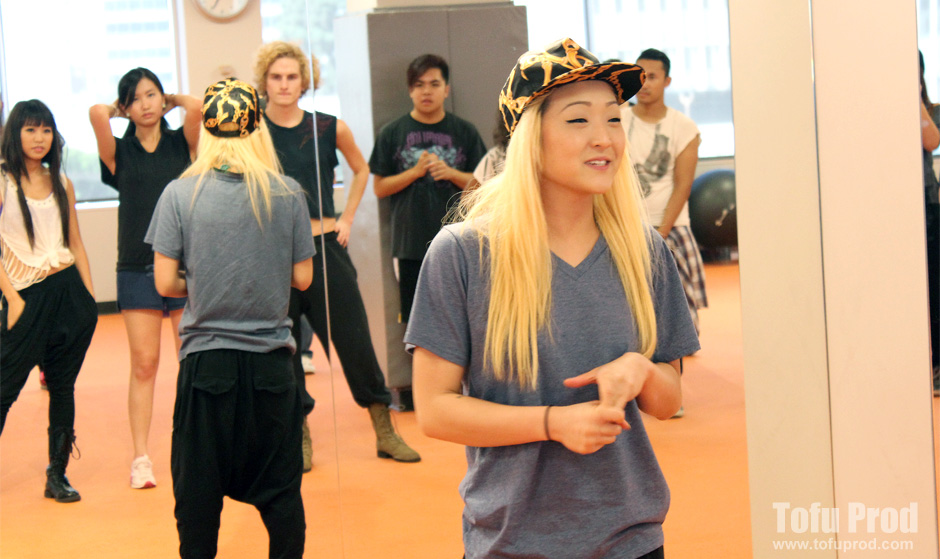
Lydia Paek nem csak producer, de koreográfus és táncos is

- Teddy Park[88]
- Choice37[89]
- Future Bounce[90]
- Kang Ukcsin (Kang Uk-jin)[91]
- Peejay[92]
- BIGTONE[93]
- DJ Murf[92]
- Lydia Paek[87]
- Ham Szungcshon (Ham Seung-cheon)[89]
- AiRPLAY[94]
- Rovin[95]
- Cso Szonghvak (Jo Sung-hwak)[96]

#### Énekes-dalszerzők
- I Cshanhjok (Lee Chanhyuk) (Akdong Musician)[97]
- Kang Szungjun (Kang Seung-yoon) (WINNER)[98]
- Krunk
- Pang Jedam (Bang Yedam)
- Szong Minho (Song Minho) (WINNER)[98]
- Nam Thehjon (Nam Taehyun) (WINNER)[99]
- Szonu Dzsonga (Sunwoo Jungah)[100]
- Un Dzsivon (Eun Ji-won)

### Táncosok
A YG Entertainment előadóinak háttértáncosi feladatait két fő tánccsapat látja el, a HI-TECH és a CRAZY, emellett pedig egyéb táncosokkal is dolgoznak.

### Színészek

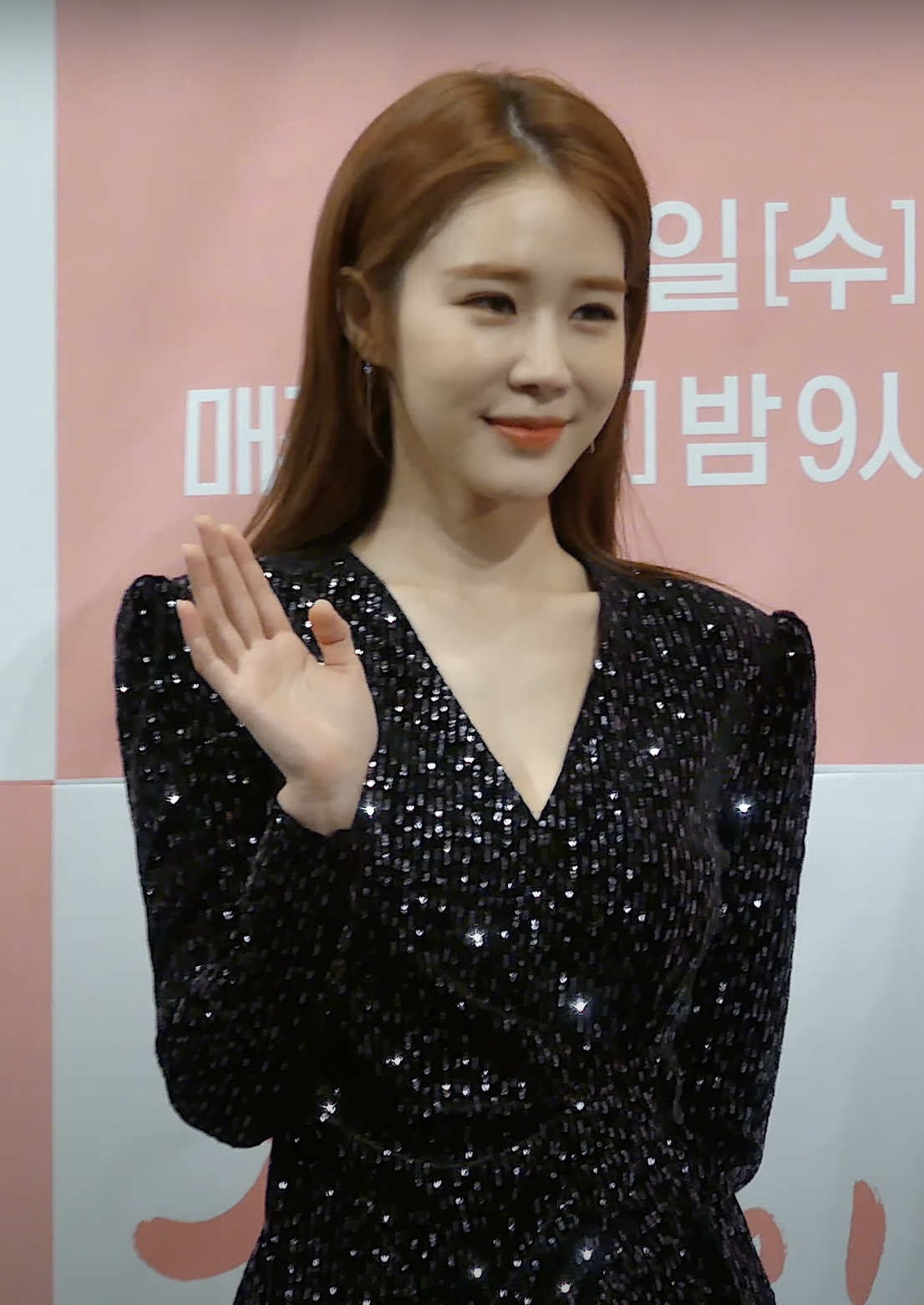
Ju Inna (Yoo In-na) 2019-ben

- Claudia Kim
- Csang Gijong (Jang Giyong)
- Csang Hjonszong (Jang Hyun-sung)
- Csha Szungvon (Cha Seung-won)
- Cshö Dzsiu (Choi Ji-woo)
- Csin Gjong (Jin Gyeong)
- Csong Hjejong (Jung Hye-young)
- Csu Udzse (Ju Woo-jae)
- Han Szungjon (Han Seung-yeon)
- I Hjonuk (Lee Hyeonuk)
- I Hodzsong (Lee Ho-jeong)
- I Szonggjong (Lee Sung-kyung)
- I Szuhjok (Lee Su-hyeok)
- Ju Inna (Yoo In-na)
- Kal Szovon (Kal So-won)
- Kang Dongvon (Kang Dong-won)
- Kang Hi (Kang Hui)
- Kang Szungjun (Kang Seung-yoon)
- Kim Dzsinu (Kim Jin-woo)
- Kim Hie (Kim Hee-ae)
- Kjong Szudzsin (Gyeong Sujin)
- Nam Thehjon (Nam Tae-hyun)
- Sim Jongun (Sim Yeong-eun)
- Szo Dzsongjon (Seo Jeong-yeon)
- Szon Hodzsun (Son Ho-jun)

Forrás: YG Entertainment

## Korábbi művészei
| - Keep Six (1996) - Kang Szonghun (Kang Sung-hoon) (2016–2019) - Jinusean (1997–2020) - 1TYM (1998–2006) - Masta Wu (2000–2016) - Swi.T (2002–2005) - Wheesung (2002–2006) - Gummy (2003–2013) - Big Mama (2003–2007) - Seven (2003–2015) - Digital Masta (2003–2011) - Lexy (2003–2007) - Stony Skunk (2003–2008) - XO (2003–2004) - Wanted (2004–2006) - Brave Brothers (2004–2008) - 45RPM (2005–2008) | - SoulStaR (2005–2007) - Seungri (2006–2019) - 2NE1 (2009–2016) - Minzy (2009–2016) - Pak Pom (Park Bom) (2009–2017) - CL (2009–2019) - Psy (2010–2018) - I Hai (Lee Hi) (2012–2019) - Epik High (2012–2018) - Winner - Taehyun (2014–2016) - A HIGHGRND művészei (2015–2018) (Hyukoh, Punchnello, OffonOff, Incredivle, The Black Skirts, Idiotape; producerek: Code Kunst & Millic) - Hi Suhyun (2014–2019) - MOBB (2016–2019) - One (2015–2019) - B.I (2015–2019) - T.O.P. (BIGBANG) - G-Dragon (Big Bang) |

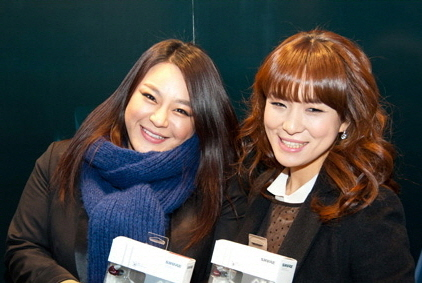
Big Mama
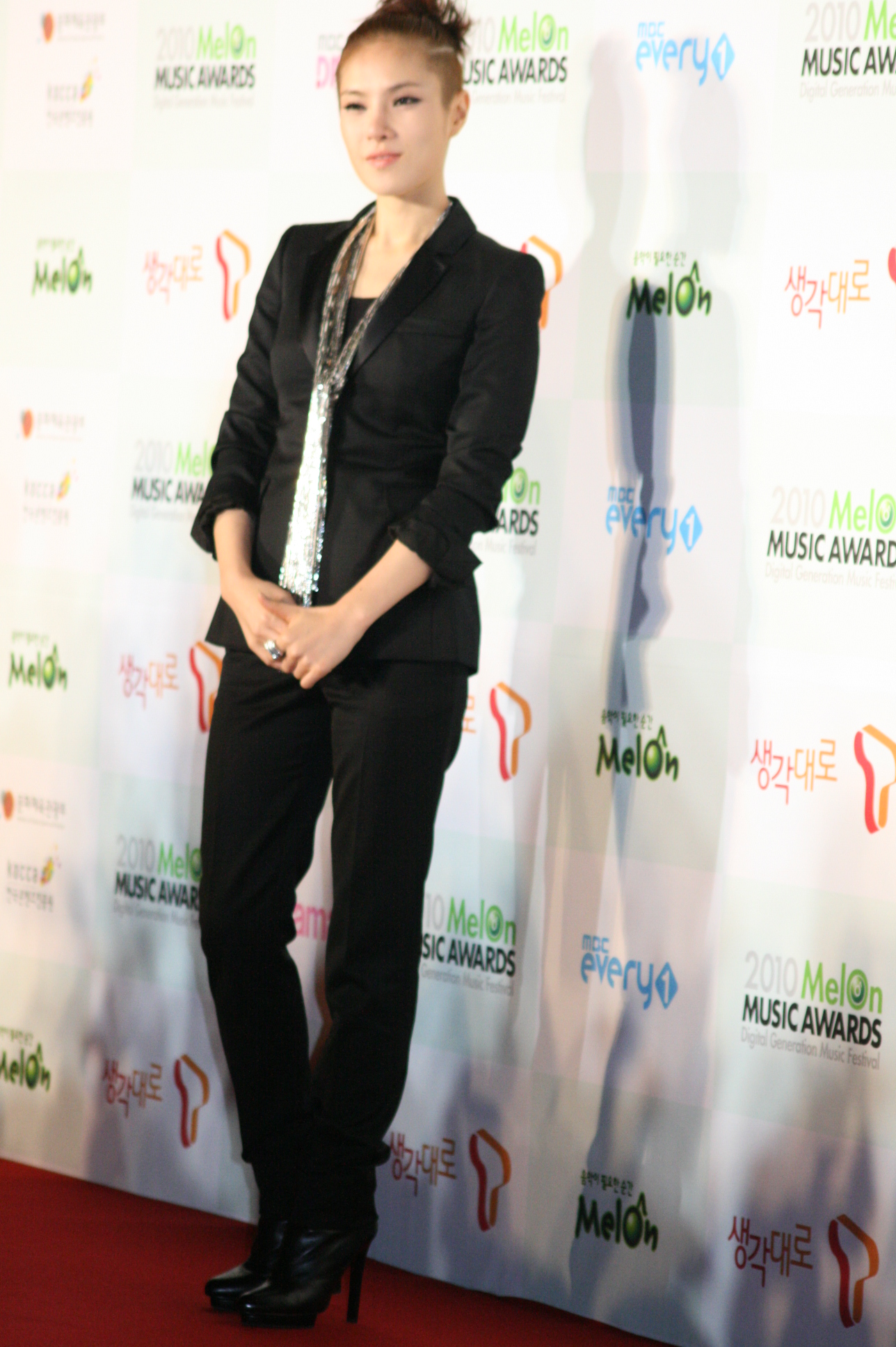
Gummy
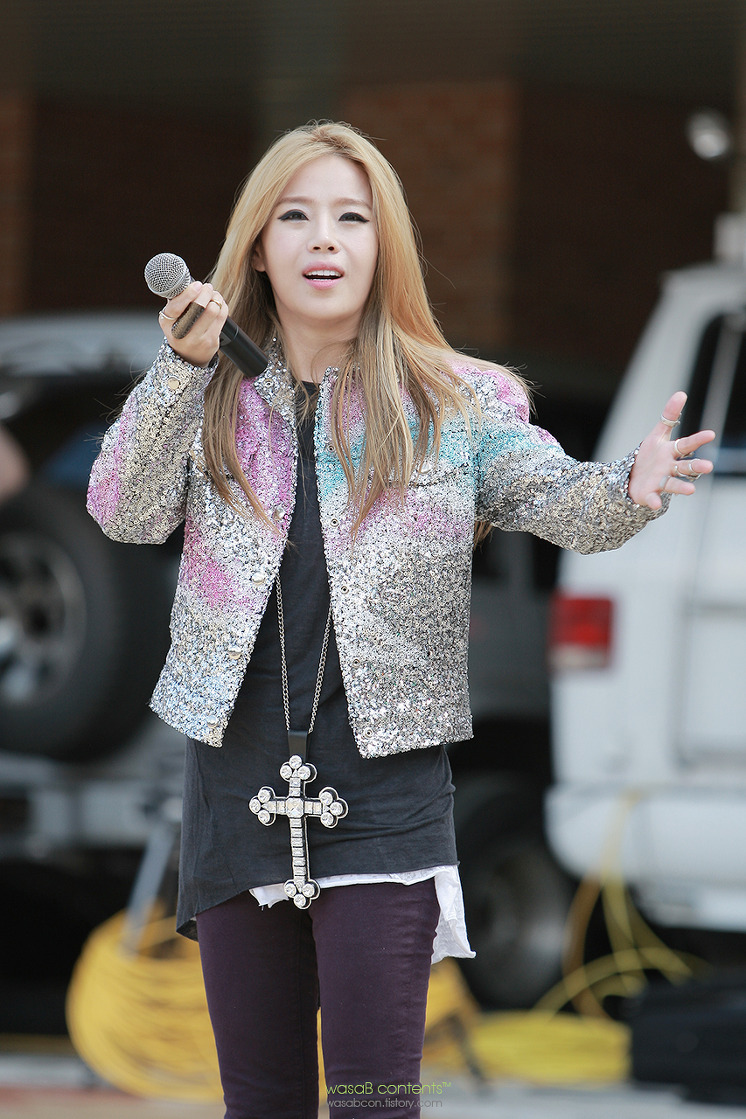
Lexy

### Korábbi színészek
- Pak Hanbjol (Park Han-byul) (2002–2004)[110]
- Jung Sung-il (2009–2011)[110]
- Ho Jidzse (Heo Yi-jae) (2009–2011)[110]
- Kang Hjedzsong (Kang Hye-jung) (2001–2013)
- Stephanie Lee (2014–2017)[121]
- I Jongu (Lee Yong-woo) (2014–2017)
- Ku Hjeszon (Koo Hye-sun) (2003–2017)
- Csong Judzsin (Jung Yoo-jin) (2016–2018)
- I Dzsongszok (Lee Jong-suk) (2016–2018)
- Ku Dzsunhi (Go Joon-hee) (2017–2019)
- O Szangdzsin (Oh Sang-jin) (2017–2019)
- Kim Hidzsong (Kim Hee-jung) (2016–2019)
- Kim Szeron (Kim Sae-ron) (2016–2019)
- Im Jedzsin (Im Ye-jin) (2014–2019)
- Vang Dzsivon (Wang Ji-won) (2018–2020)
- Nam Dzsuhjok (Nam Joo-hyuk) (2013–2020)
- Sandara Park (2004–2021)[122]

### Korábbi nevezetes gyakornokok

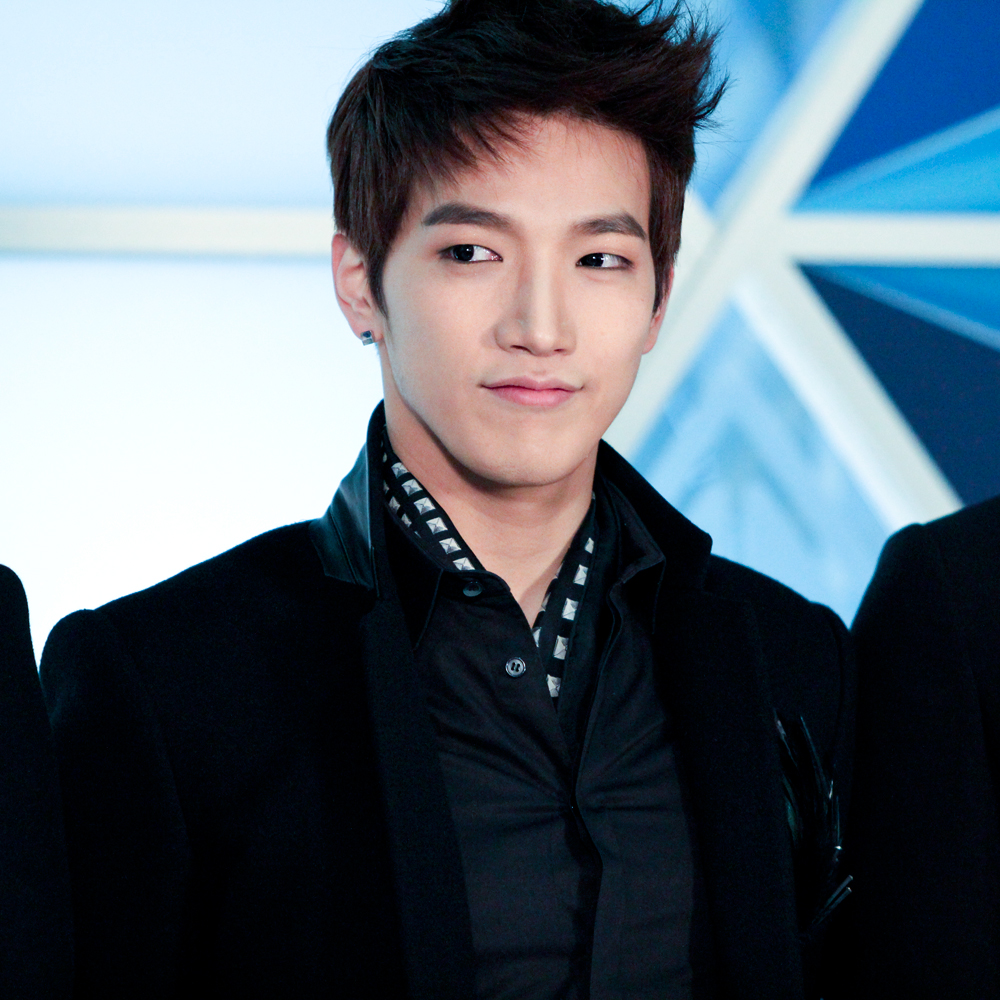
Jun. K

A K-pop-idolok és színészek közül többen korábban YG-gyakornokok voltak, de kiestek a válogatókon, például:
- Csang Hjonszung (Jang Hyun-seung) (BEAST)[123]
- Jun. K (2PM)[124]
- I Hani (Lee Ha-nui) (színésznő)[125]
- Nam Gjuri (Nam Gyu-ri) (színésznő)[126]
- Kim Bohjong (Kim Bohyung) (Spica)[127]
- Linzy (Fiestar)[128]
- Ko Gjongphjo (Go Kyung-pyo) (színész)[129]
- Michelle Lee (énekesnő)[130]

## Zenei irányvonala
A YG Entertainment hiphopkiadóként indult, később az R&B is bekerült a repertoárjába. Ahogy a kiadó a mainstream K-pop felé fordult, a könnyűzene egyéb műfajaival is foglalkozni kezdett. A Big Bang révén például az elektronikus zene, a pop-rock és a trot is megjelent a palettán. Taeyang szólóénekesként az R&B képviselője, G-Dragon pedig számos mainstream stílusban kipróbálta magát előadóként és dalszerzőként is.
A műfaji változatosság mellett a YG Entertainment kitart a hiphop mellett is, leszerződtették Tablót és az Epik High-t, új előadóik között is számos rapper található. Ludacris amerikai rapper is elismerően nyilatkozott a kiadó hiphopmunkásságáról. A kiadó több állandó producere is hiphopgyökerekkel rendelkezik, például Teddy Park, Choice37 vagy PK is.

## YG Family-turnék
A YG Entertainment gyakran hivatkozik előadóira YG Family néven. Jelentet meg válogatásalbumokat, és a közös turnékat is ezen a néven szervezik. Ezeken a turnékon az összes vagy majdnem az összes aktív előadó részt vesz.
| Color of Soul Train (2003) - Szöul, Dél-Korea One Concert (2003, 2004, 2005, 2007) - Szöul, Dél-Korea Soul Train Tour (2004) - Szöul, Dél-Korea - Puszan (Busan), Dél-Korea - Szuvon (Suwon), Dél-Korea - Tegu (Daegu), Dél-Korea - Incshon (Incheon), Dél-Korea Thank U Concert (2005) - Szöul, Dél-Korea YG Family 10th Anniversary World Tour (2006) - Tokió, Japán - Oszaka, Japán - Szöul, Dél-Korea - Washington DC, U.S. - New York, U.S. - Los Angeles, U.S. | YG Family Concert (2010) - Szöul, Dél-Korea YG Family 15th Anniversary Concert Tour (2011) - Szöul, Dél-Korea - Oszaka, Japán (2012) - Tokió, Japán (2012) YG Family 2014 World Tour: Power (2014) - Oszaka, Japán - Tokió, Japán - Szöul, Dél-Korea - Sanghaj, Kína - Szingapúr - Peking, Kína - Tajpej, Tajvan |

## Diszkográfia
A YG Entertainment 1996 óta több mint 140 stúdióalbumot és középlemezt jelentetett meg, a dél-koreai szerzői jogvédelmi egyesületnél pedig 2014 októberével bezárólag 962 dal szerepel bejegyezve a nevére.
A kiadó albumeladás szempontjából legsikeresebb előadója a Big Bang, 2012-ben a kiadó eladott albumainak 50%-át tette ki az együttes, a Big Bang vezérének, G-Dragonnak a szólóalbuma pedig újabb 26%-át. PSY a Gangnam Style sikere ellenére is csak 12%-át adta az eladott albumoknak. 2013-ban a YG legsikeresebb előadója G-Dragon volt csaknem 200 000 eladott albummal, őt Seungri követte 77 000 példánnyal. 2014-ben a legsikeresebb eladó a 2NE1 volt 56 000 eladott példánnyal, Taeyang és a Winner pedig egyenként 53 000 darabot adtak el albumaikból.

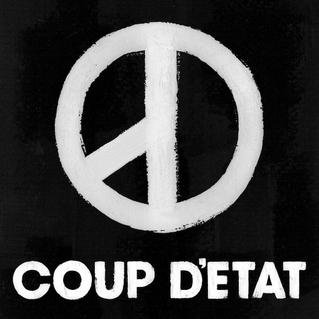
G-Dragon Coup D'Etat című albuma
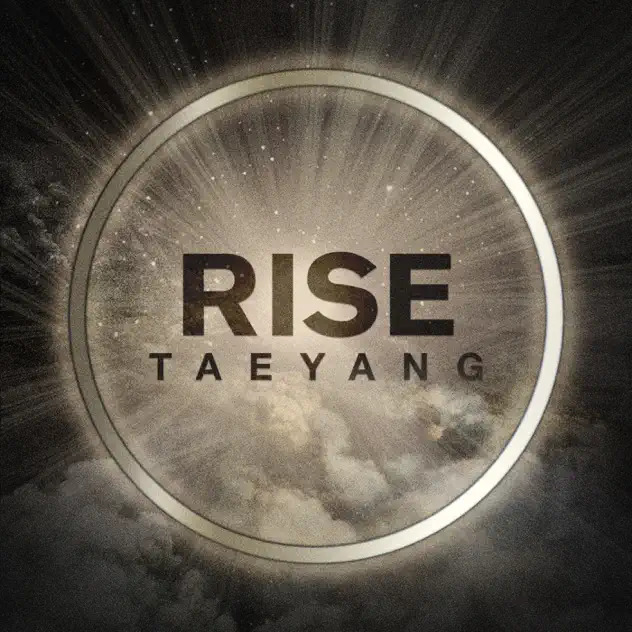
Taeyang Rise című albuma
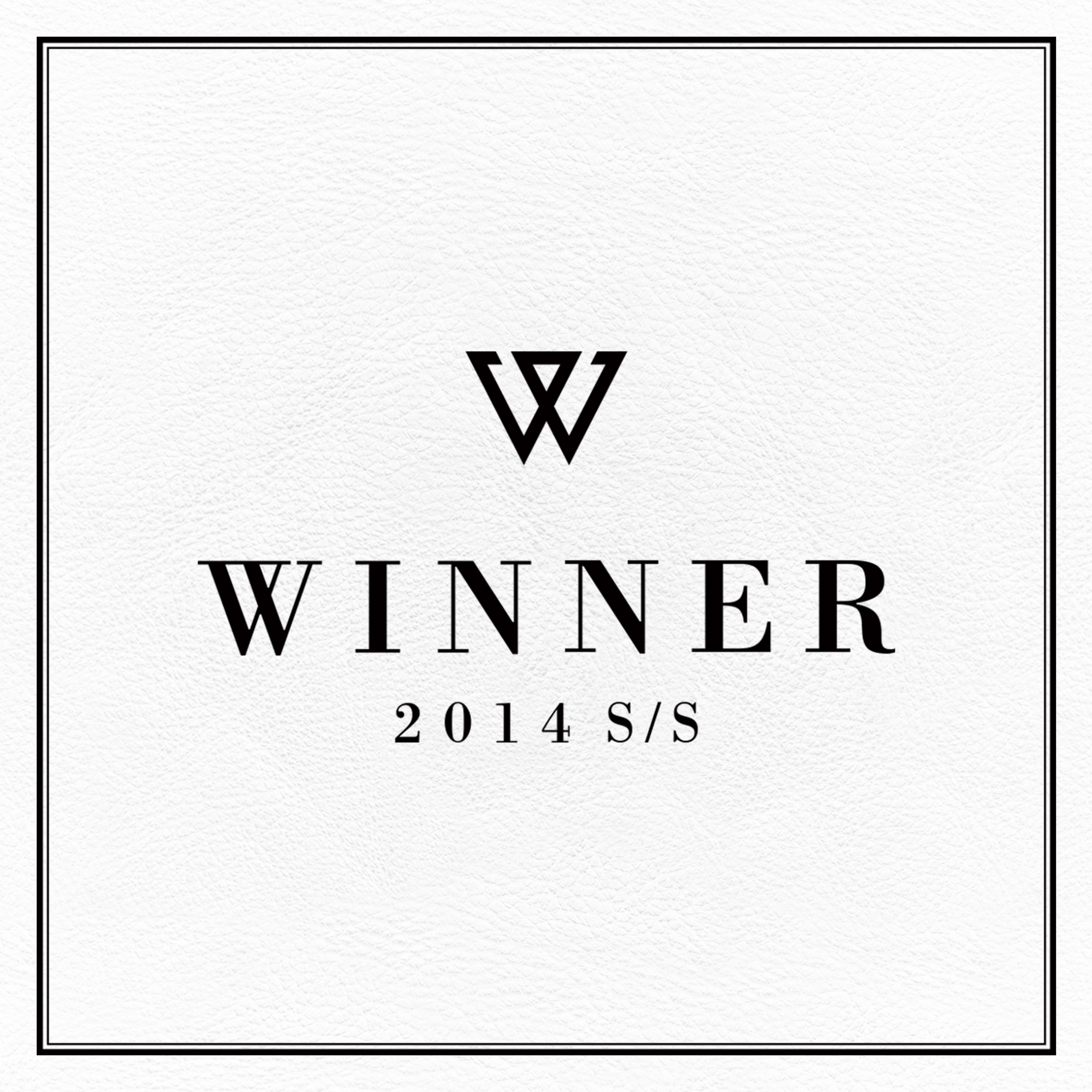
A Winner debütáló albuma

## Fordítás
- Ez a szócikk részben vagy egészben  a   YG Entertainment című angol Wikipédia-szócikk ezen változatának fordításán alapul.  Az eredeti cikk szerkesztőit annak laptörténete sorolja fel. Ez a jelzés csupán a megfogalmazás eredetét és a szerzői jogokat jelzi, nem szolgál a cikkben szereplő információk forrásmegjelöléseként.